# Рапира (зенитный ракетный комплекс)

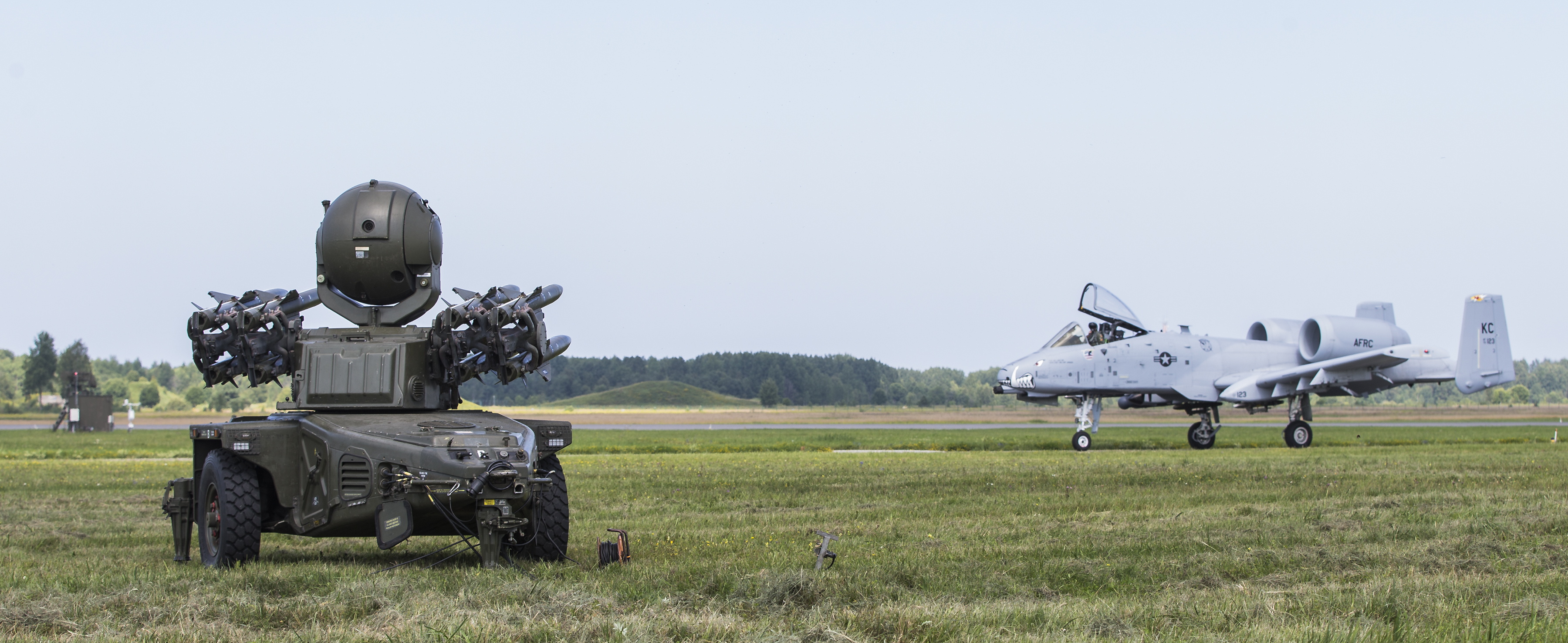
«Рапира» 16-го королевского артиллерийского полка обеспечивает прикрытие военного аэродрома в Эстонии в ходе совместных учений НАТО «TACET», 26 июля 2016

«Рапира» (англ. Rapier)  — ракетная система класса «земля-воздух», разработанная Британской авиационной корпорацией совместно с другими подрядчиками для Королевских военно-воздушных сил. Состоит на вооружении армий Австралии, Великобритании, Индонезии, Сингапура, Турции, Малайзии и Швейцарии.

## История создания
Разработка ракеты (проект ET.316) началась в 1960-х годах, в качестве альтернативы американской ракетной системе Mauler. В качестве задачи было объявлено создание высокоманёвренной сверхзвуковой ракетной системы для поражения скоростных низколетящих целей. Поскольку было принято решение не закупать ракеты Mauler, проект ET.316 был развит до конца и поступил в производство. Ракетная система была принята на вооружение в 1971 году.
В ноябре 1984 года был подписан первый контракт на поставку ЗРК "Рапира" Индонезии, по результатам их эксплуатации в ноябре 1985 года был подписан контракт на покупку в Великобритании дополнительного количества ЗРК. В начале 1987 года с компанией "Бритиш аэроспейс" был подписан третий контракт (в соответствии с которым Индонезия получала технологии на техническое обслуживание этой системы, а также возможность изготавливать отдельные детали и компоненты к ЗРК в Индонезии).

## Задействованные структуры
В разработке и производстве ракетных комплексов и сопутствующего оборудования были задействованы следующие структуры:
- Ракетный комплекс в целом — British Aircraft Corporation Ltd, Guided Weapons Division;
- Предохранительный механизм / переводчик взрывателя на боевой взвод — Marconi Space and Defence Systems Ltd;
- Радиолокационная станция обнаружения целей и контроля воздушной обстановки, радиолокационная станция наведения ракет — Decca Radar Ltd[англ.];
- Наземный радиолокационный запросчик системы распознавания — Cossor Electronics Ltd.[англ.];
- Оптико-электронная станция сопровождения цели — Barr & Stroud Ltd[англ.];
- Самоходная боевая машина на гусеничном ходу RCM 748 — FMC Corporation.

## Боевые и учебные средства

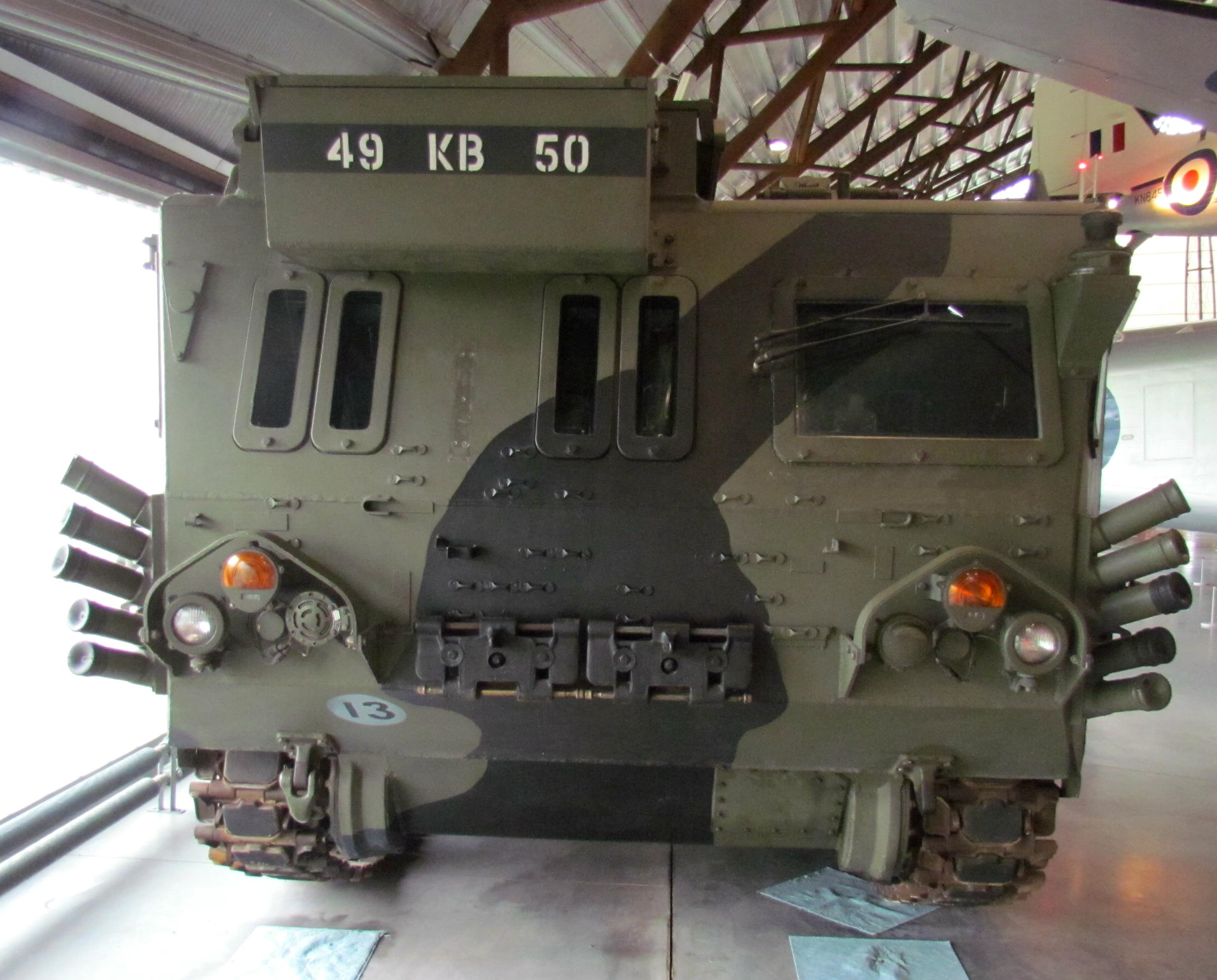
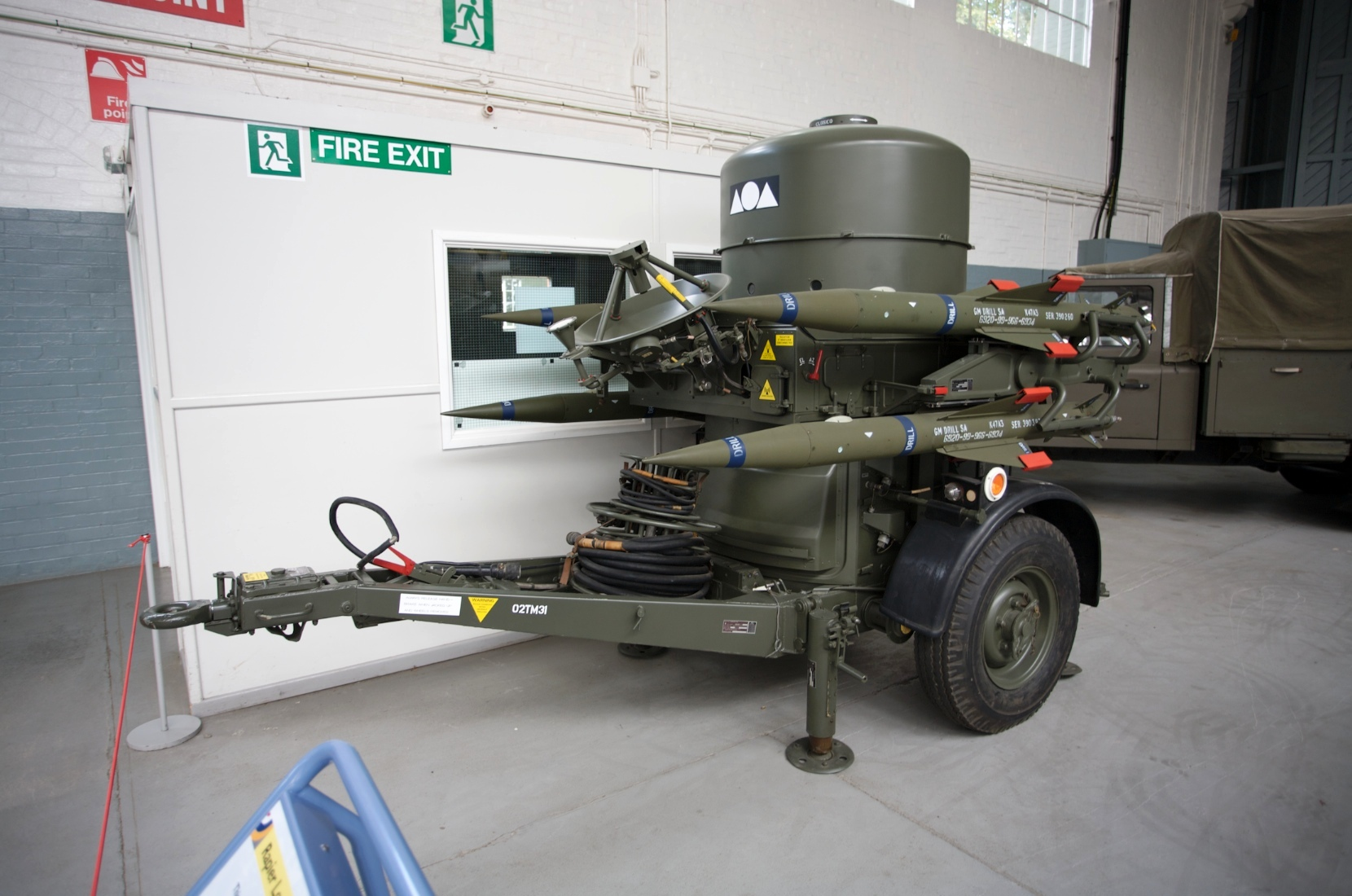
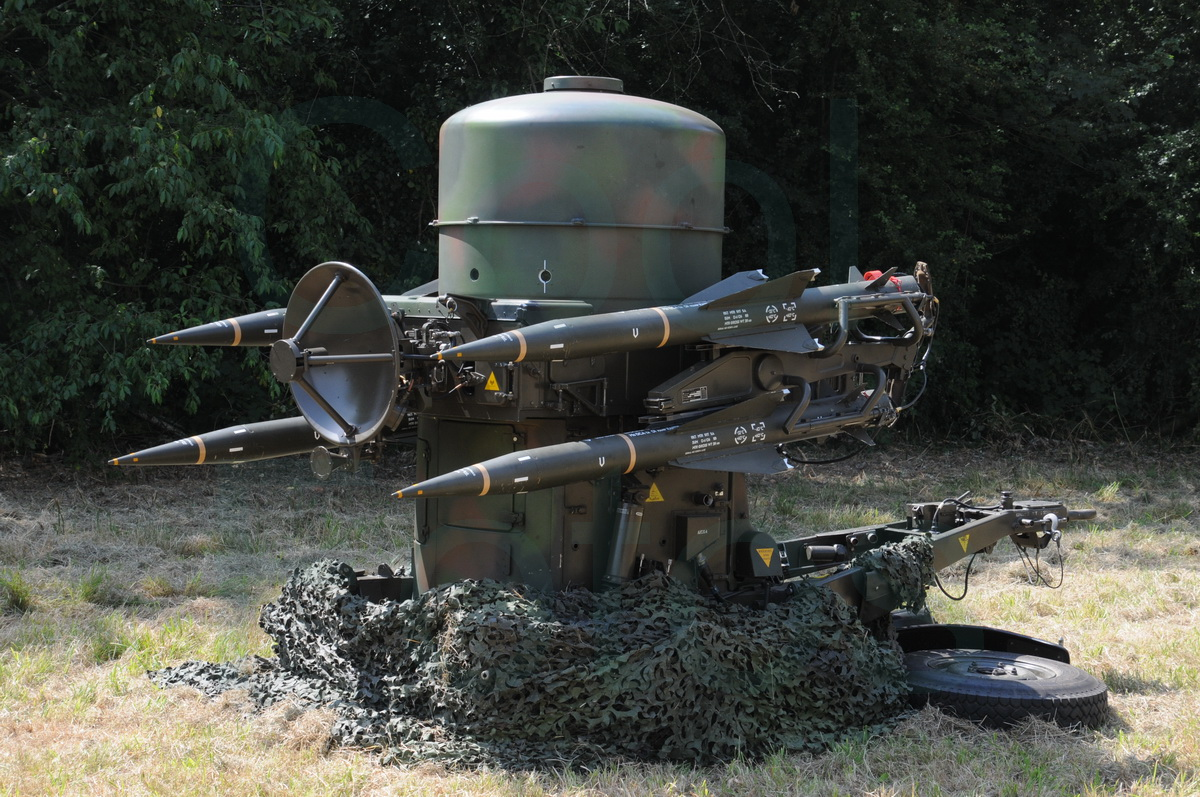
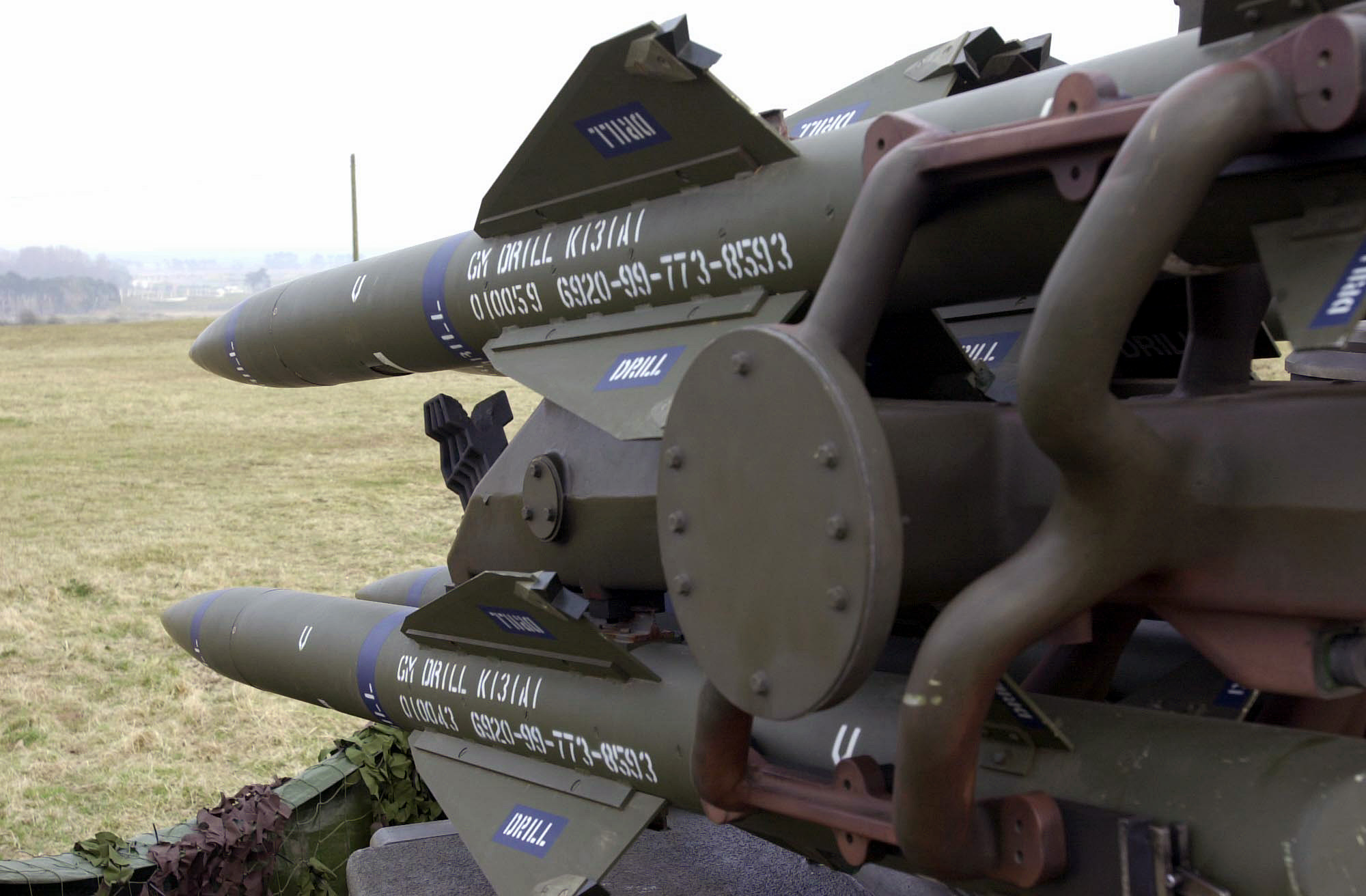
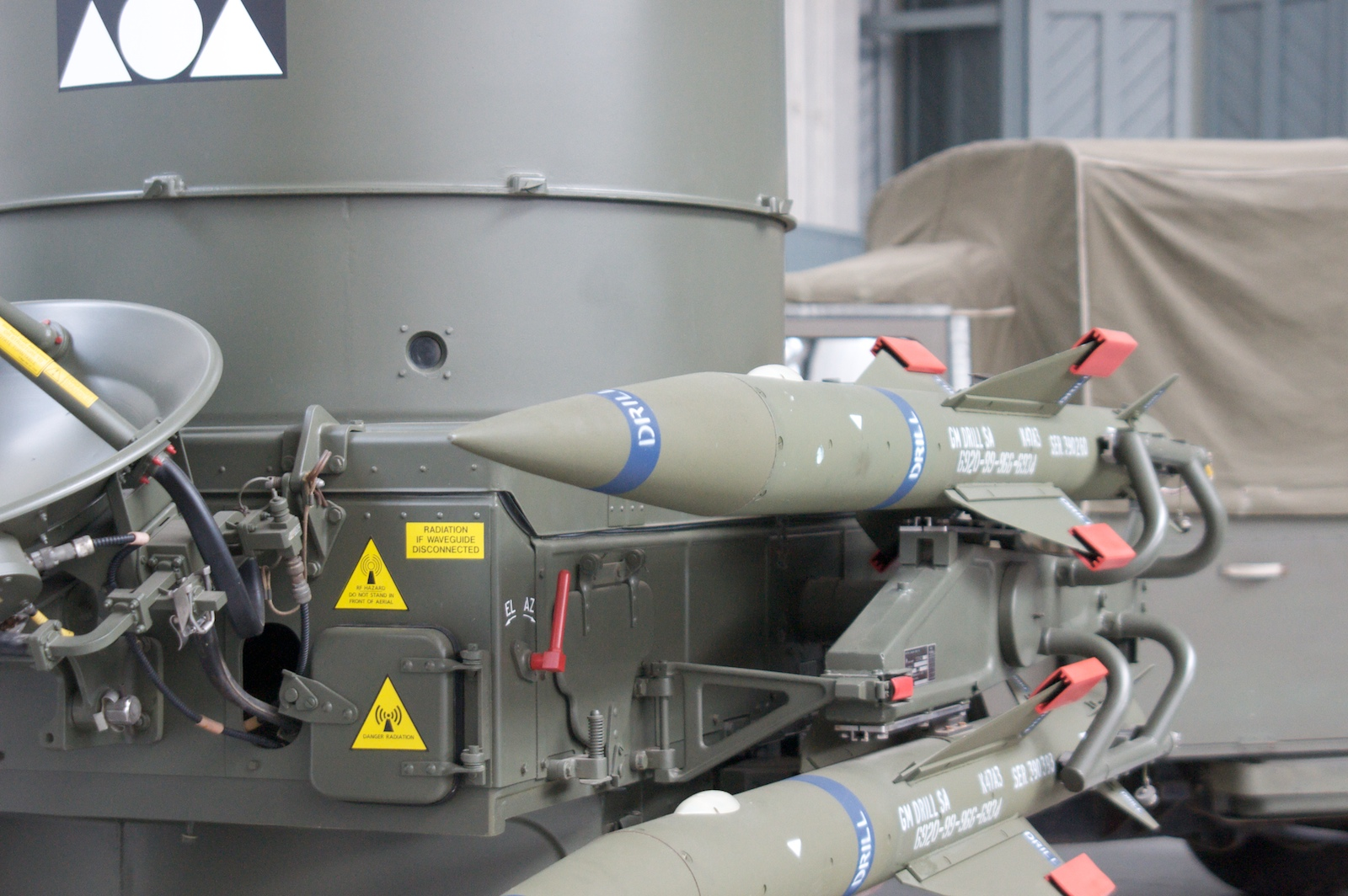
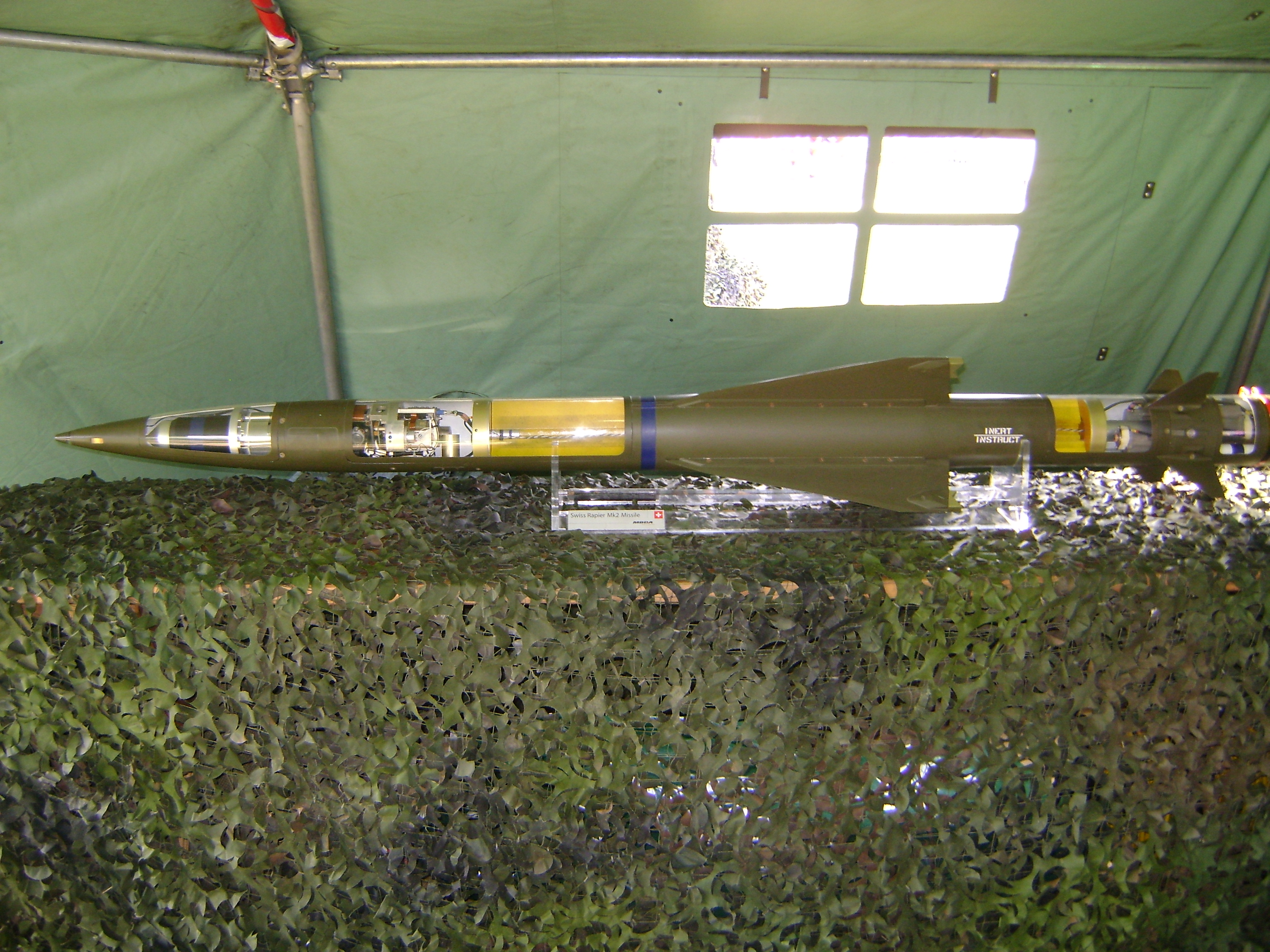
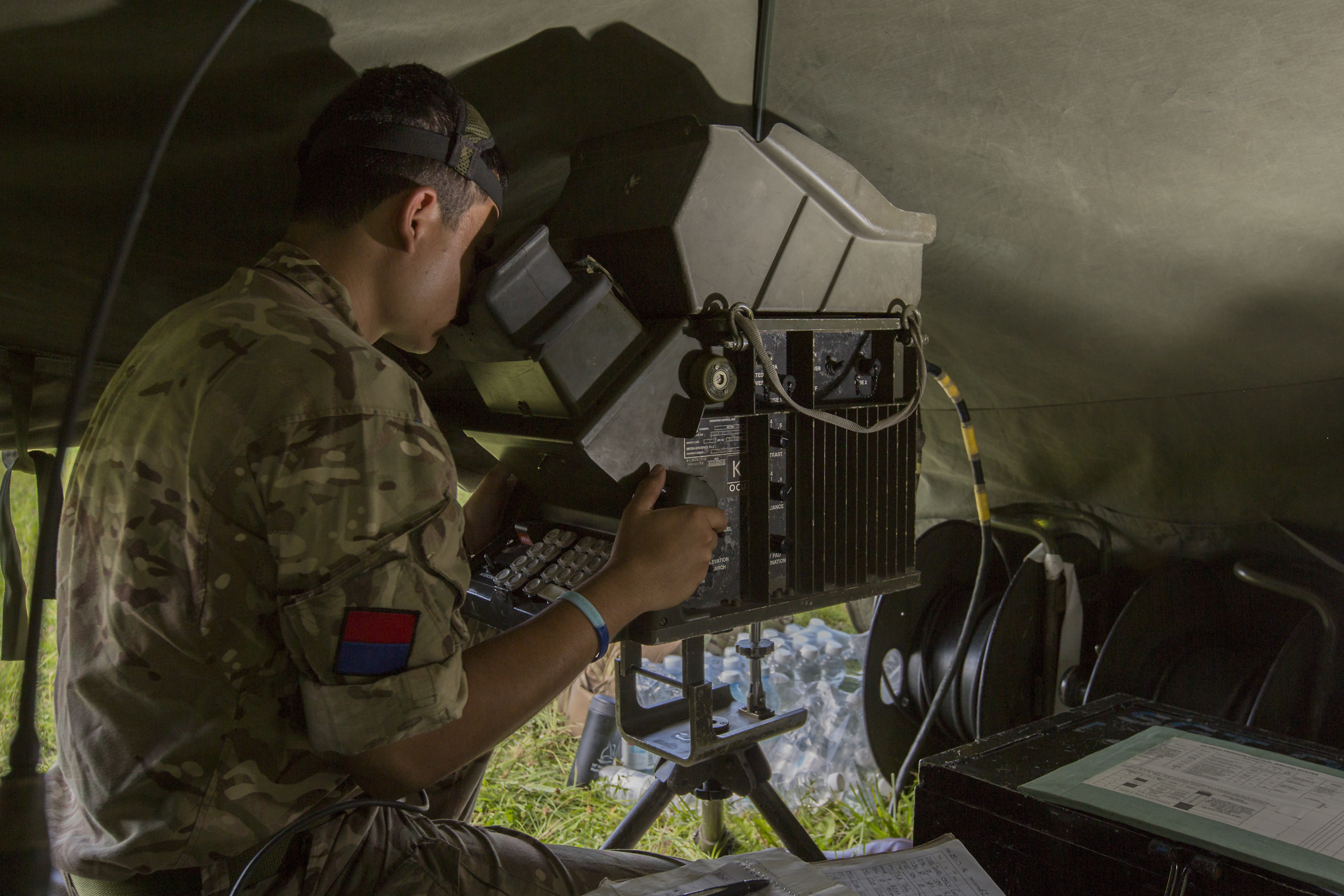
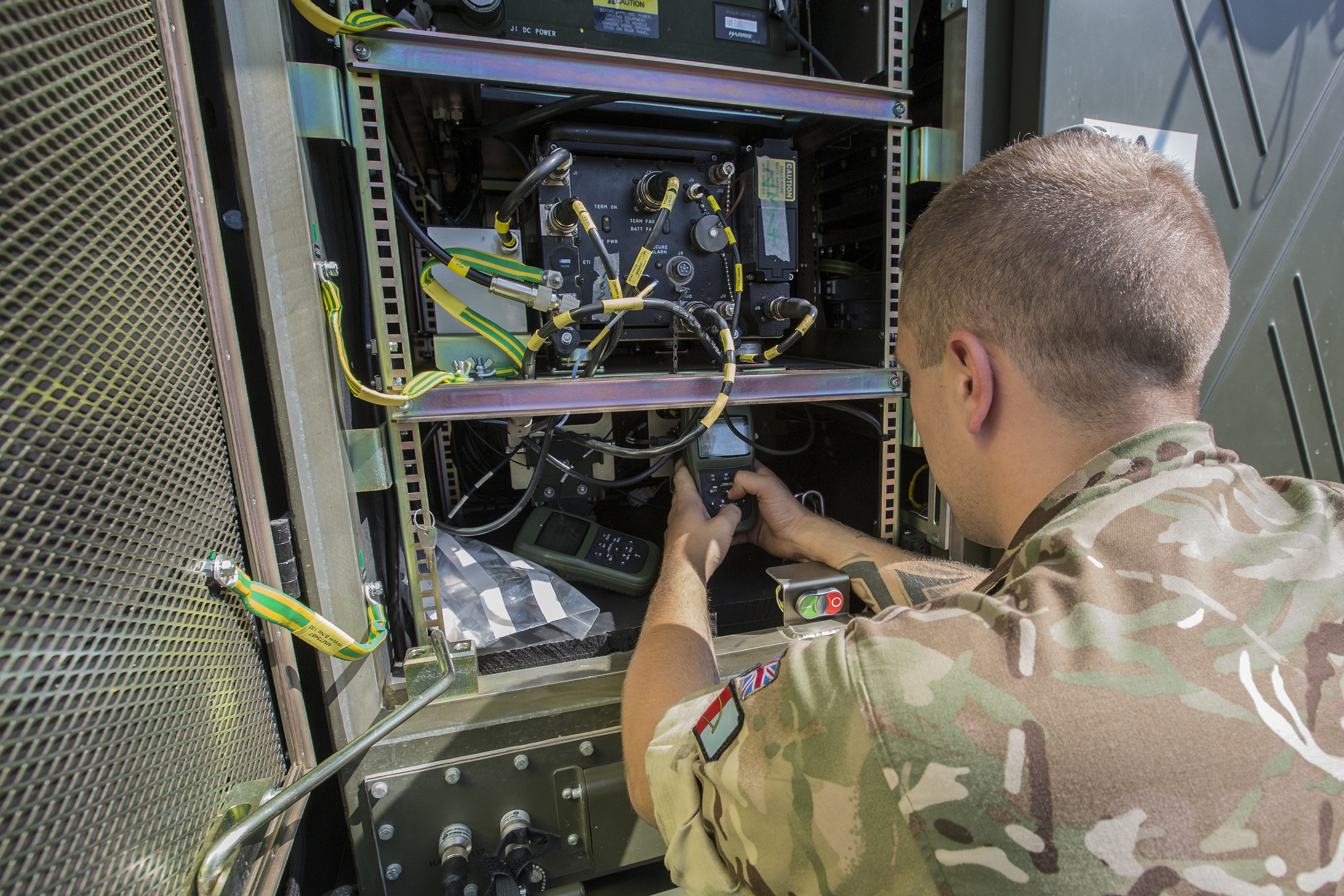
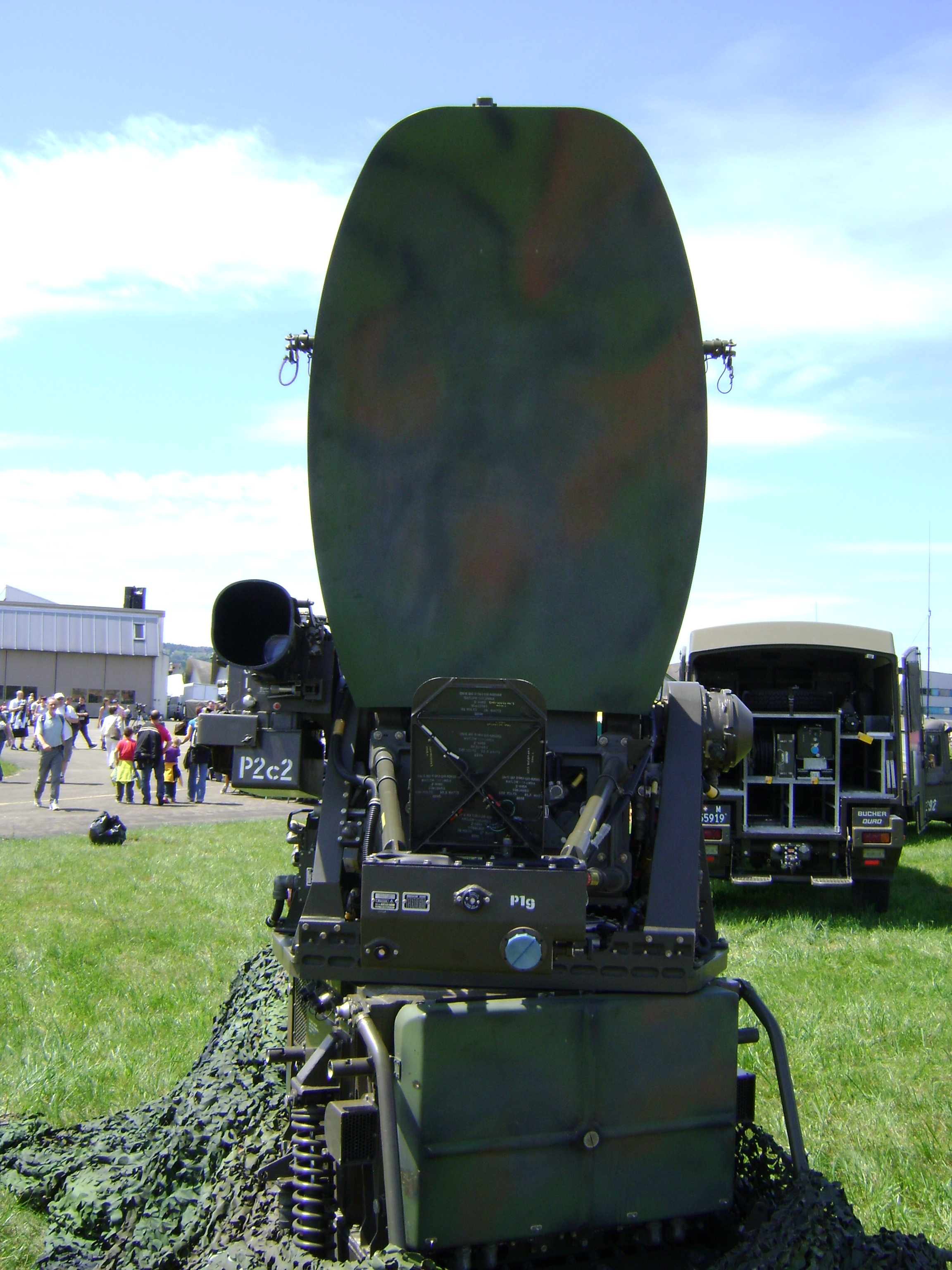
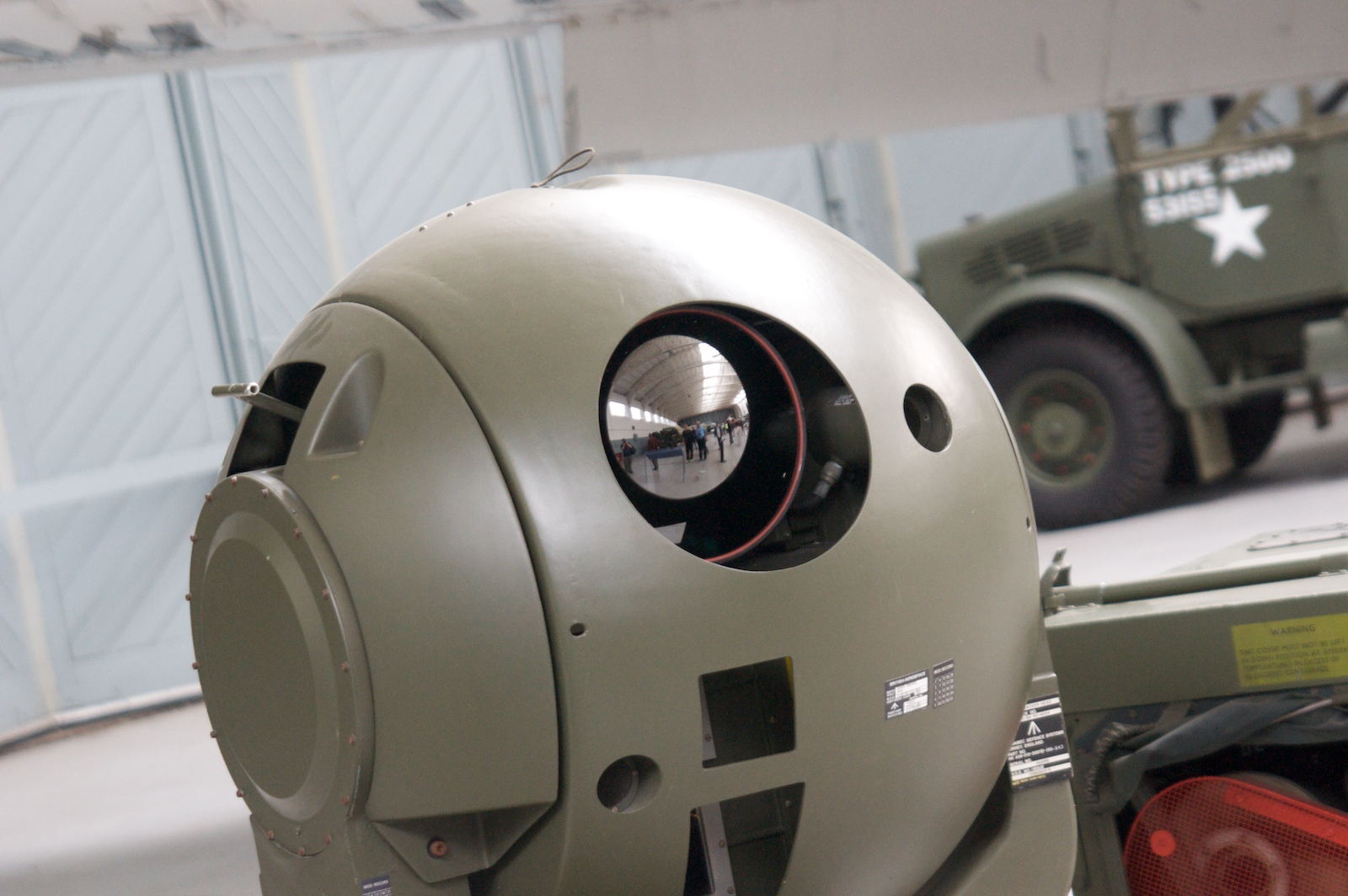
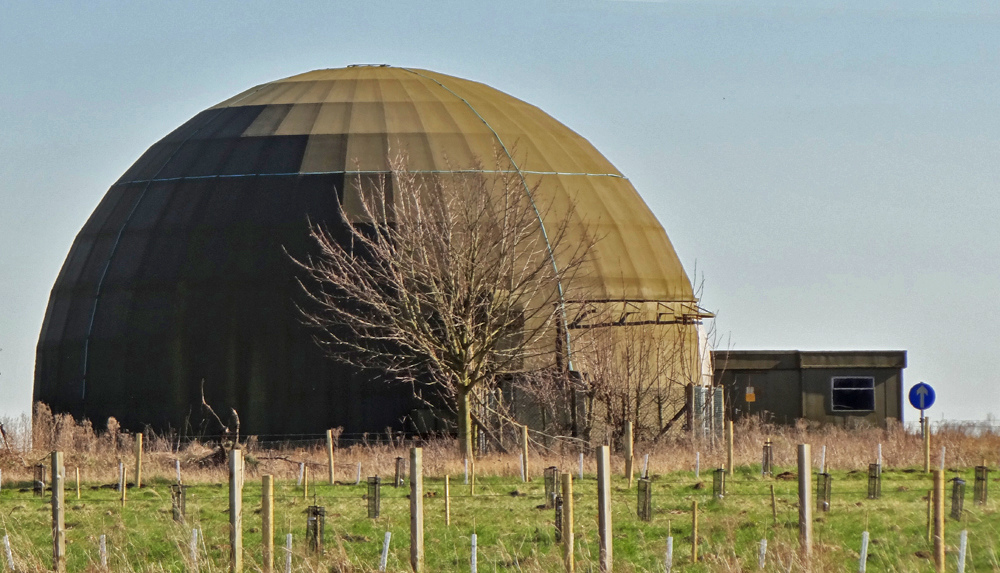
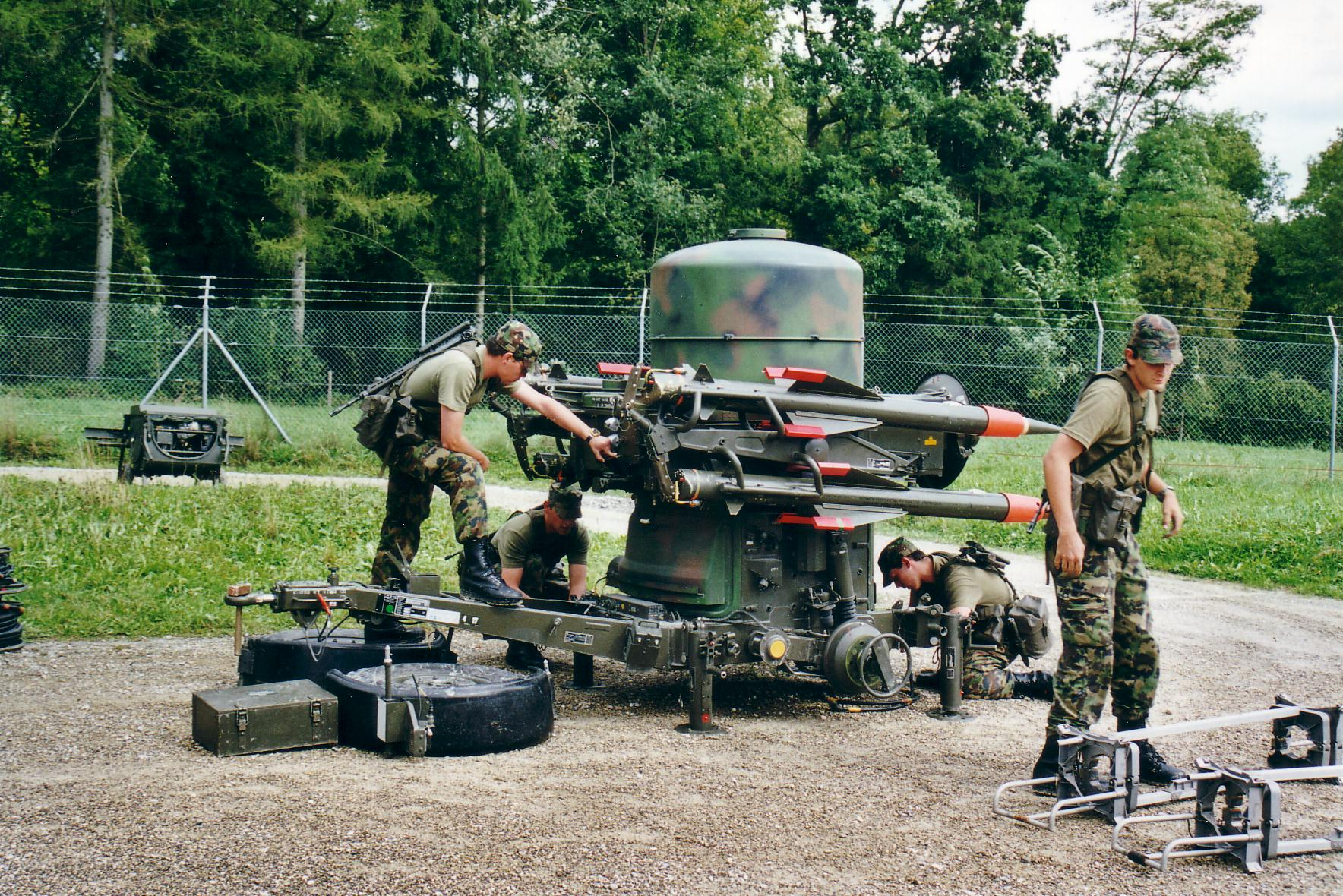
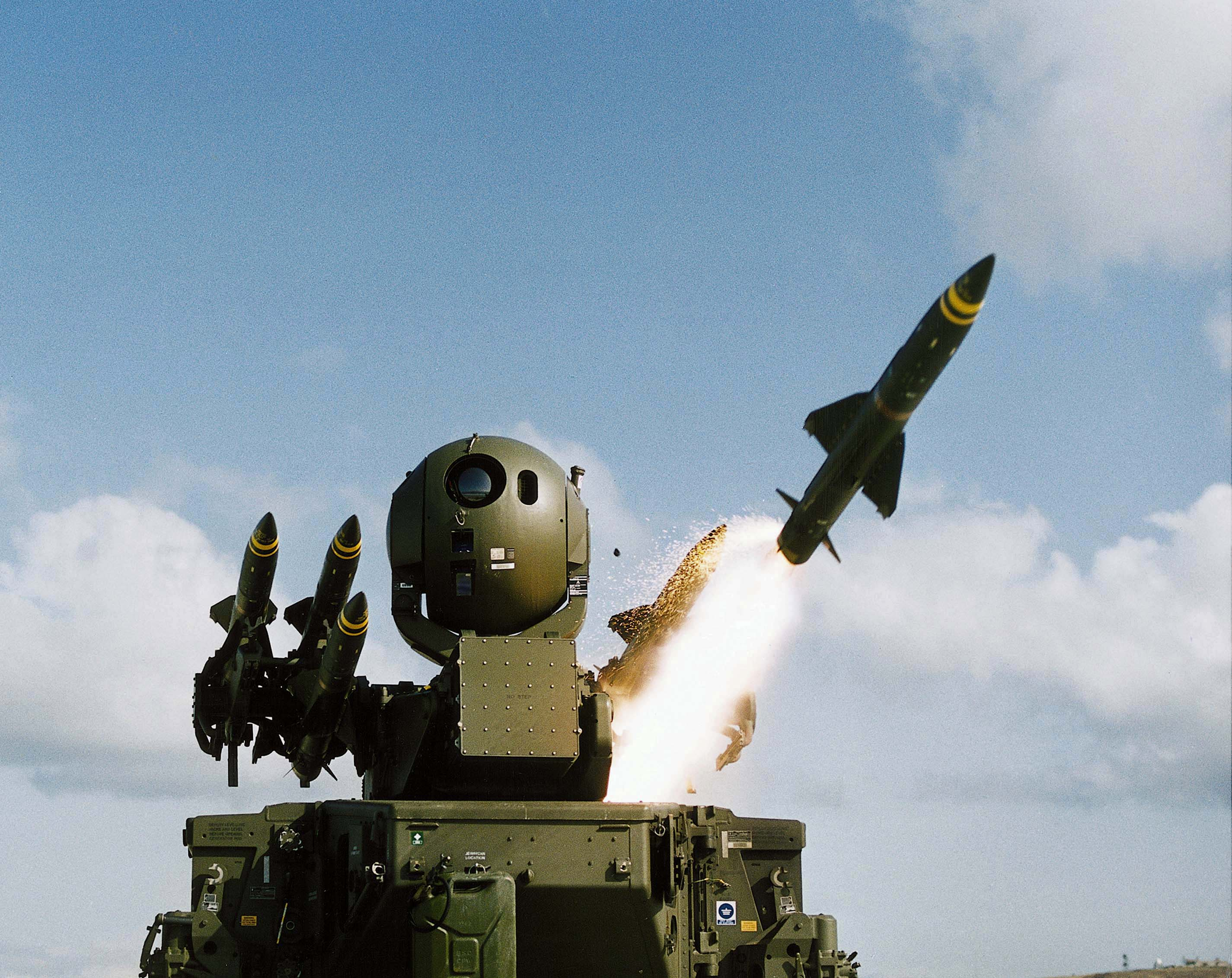

## Характеристики
Рапира выпускалась в виде передвижной платформы с четырьмя ракетами и станцией наведения и сопровождения цели. Для подвоза боеприпасов и расчёта использовались ещё два автомобиля. Выбор данной схемы был вызван прежде всего желанием обеспечить защиту аэродромов. Изначально станция слежения была только оптической, но впоследствии появились электронно-оптические, инфракрасные, лазерные и радарные варианты.

### Ракета
| Типы поражаемых целей:      | самолёты, вертолёты, крылатые ракеты |
| Зона поражения, м:          | 400-6800 (8200 для Mk2)              |
| Дистанция захвата цели, м:  | 11500 (16000 для Mk2)                |
| Высота поражаемых целей, м: | 3000 (5000 для Mk2)                  |
| Скорость полета, мах:       | 2,5                                  |
| Масса, кг:                  | 45                                   |
| Длина корпуса, мм:          | 2235                                 |
| Диаметр корпуса, мм:        | 133                                  |
| Размах крыльев, мм:         | 138                                  |
| Тип ракеты:                 | твердотопливная                      |
| Головка самонаведения:      | отсутствует                          |

### Самоходная боевая машина

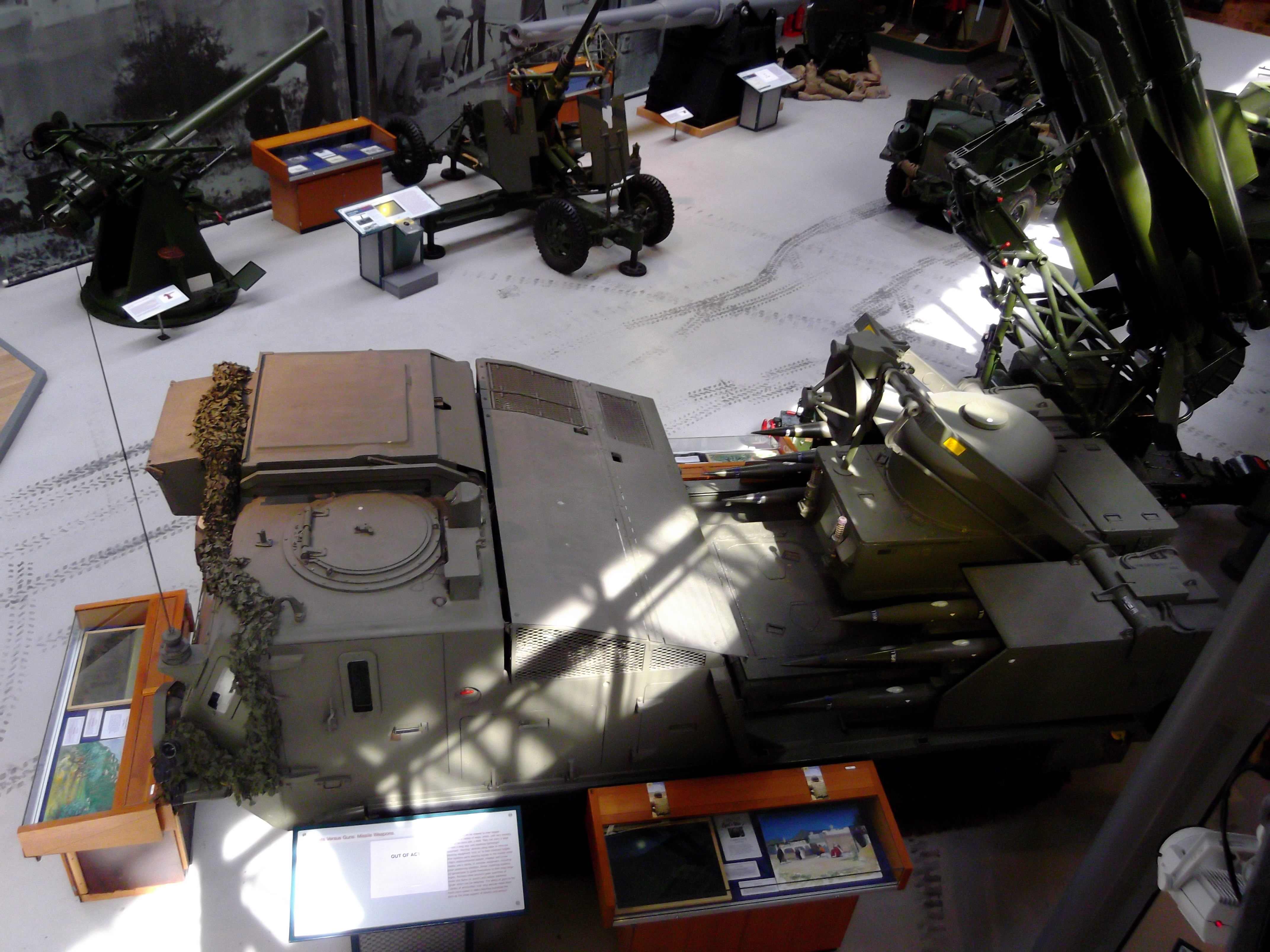
Боевая машина SP Mk I в Королевском артиллерийском музее в Вулвиче

Самоходная боевая машина на гусеничном ходу RCM 748 (войсковой индекс SP Mk I)
- Боевая масса, кг: 14010
- Длина, мм: 6400
- Ширина, мм: 2690
- Экипаж, чел: 3
- Бронирование: противопульное
- Вооружение:

Основное — ЗРК «Рапира»
Дополнительное — 7,62-мм единый пулемёт L7A2
- Боекомплект: 8 зенитных ракет, 2000 патронов
- Двигатель: дизельный, V-образный, 6-цилиндровый, 5,2-литровый, 210 л.с.
- Удельная мощность, л.с./т: 13,6
- Объём топливного бака, л: 398
- Запас хода, км: 300
- Скорость, км/ч: 48

## Эксплуатанты

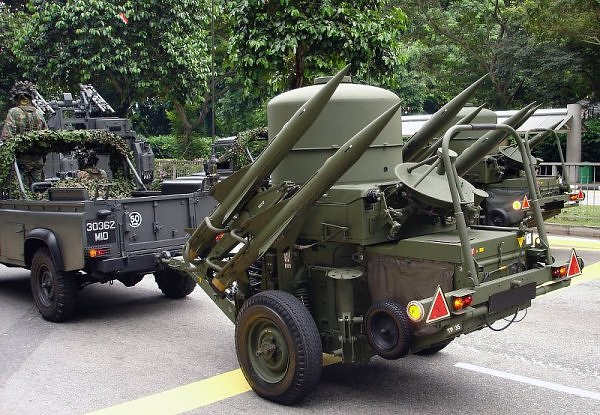
Сингапурская «Рапира»

Иран 
 Индонезия
 Кения
 Малайзия
 Оман
 Сингапур
 Швейцария
 Турция
 ОАЭ
 Великобритания
 Замбия

## Боевое применение
Ракетная система принимала участие в Фолклендском конфликте, где показала свою низкую эффективность против низколетящих целей на догонных курсах. В ходе боевых действий было сбито всего два аргентинских самолёта. По результатам боевого применения было принято решение о модернизации системы, которая выразилась в установке более мощного двигателя и совершенствовании системы наведения на цель.
Иран применял такие ЗРК в ходе войны с Ираком. 7 января 1981 года произошёл налёт иракских истребителей-бомбардировщиков Су-22 109-й эскадрильи на порт Бендер-Хомейни, в результате которого был уничтожен иранский ЗРК «Рапира».

## Музейные и коллекционные экземпляры
Боевая машина комплекса ныне доступна для приобретения гражданским населением на аукционах (без вооружения и электронного оборудования), где она продаётся с торгов по средней стартовой цене $73,6 тыс. за единицу.